# Evars Klešniks
Evars Klešniks (Aizkraukle, 18 de mayo de 1980) es un exjugador de balonmano letón que jugaba de lateral derecho. Su último equipo fue el TBV Lemgo. Fue un componente de la selección de balonmano de Letonia.

## Palmarés

### TUSEM Essen
- Copa EHF (1): 2005

## Clubes
- ASK Riga (2000-2003)
- ThSV Eisenach (2003-2004)
- TUSEM Essen (2004-2009)
- GWD Minden (2009-2013)
- HSG Wetzlar (2013-2018)
- LiT Tribe Germania (2018-2020)
- TBV Lemgo (2020)